# Hüngersdorf
Hüngersdorf ist ein Ortsteil der Gemeinde Blankenheim im Kreis Euskirchen in Nordrhein-Westfalen. Etwa 1,5 Kilometer entfernt liegt der zugehörige Vellerhof.

## Lage
Das Dorf liegt auf der rechten Ahrseite. Im Süden schließt sich die Wacholderheide Lampertstal an. Am Ort entlang verlaufen die Bundesstraße 258 sowie zwei Kreisstraßen. Im Norden fließt der Schaafbach und im Süden der Lampertsbach. Beide münden in Ortsnähe in die Ahr.

## Geschichte
Die Geschichte von Hüngersdorf ist eng mit der des benachbarten Ripsdorf verbunden, zu dem es pfarrlich gehörte. Die Lage der früh untergegangenen Burg ist weitgehend unbekannt.
Am 1. Juli 1969 wurde Hüngersdorf nach Blankenheim eingemeindet.

## Sehenswürdigkeiten

### Kapelle

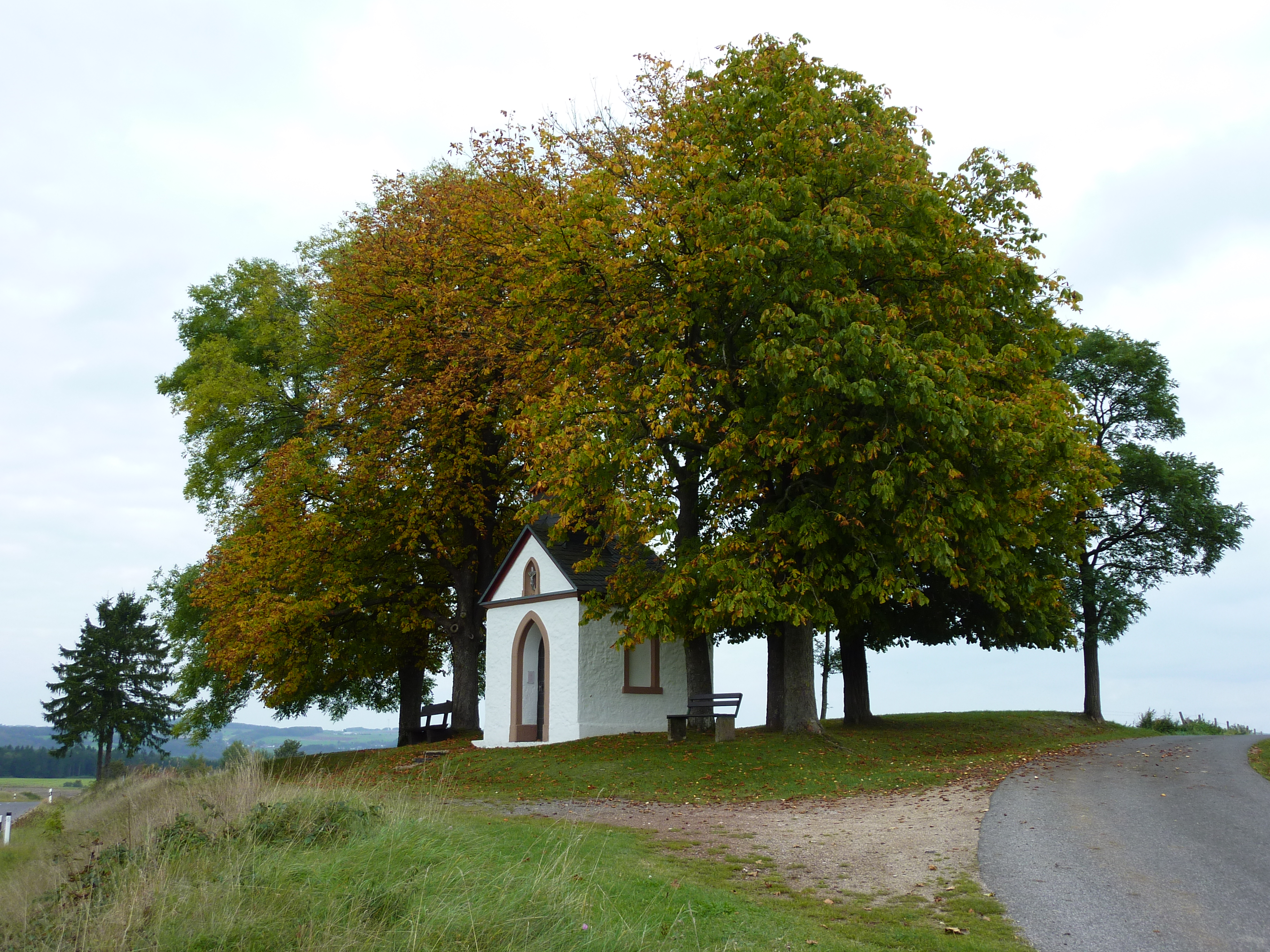
Wegekapelle St. Hermann Josef

In der Ortsmitte von Hüngersdorf befindet sich die Filialkirche St. Anna und zwischen Ripsdorf und Hüngersdorf liegt auf einer Anhöhe die Votivkapelle zum Hl. Hermann Josef. Sie wurde 1864 durch eine Stiftung der Familie von Roesgen, Vellerhof, erbaut und am 27. Oktober 1864 benediziert.

### Vellerhof

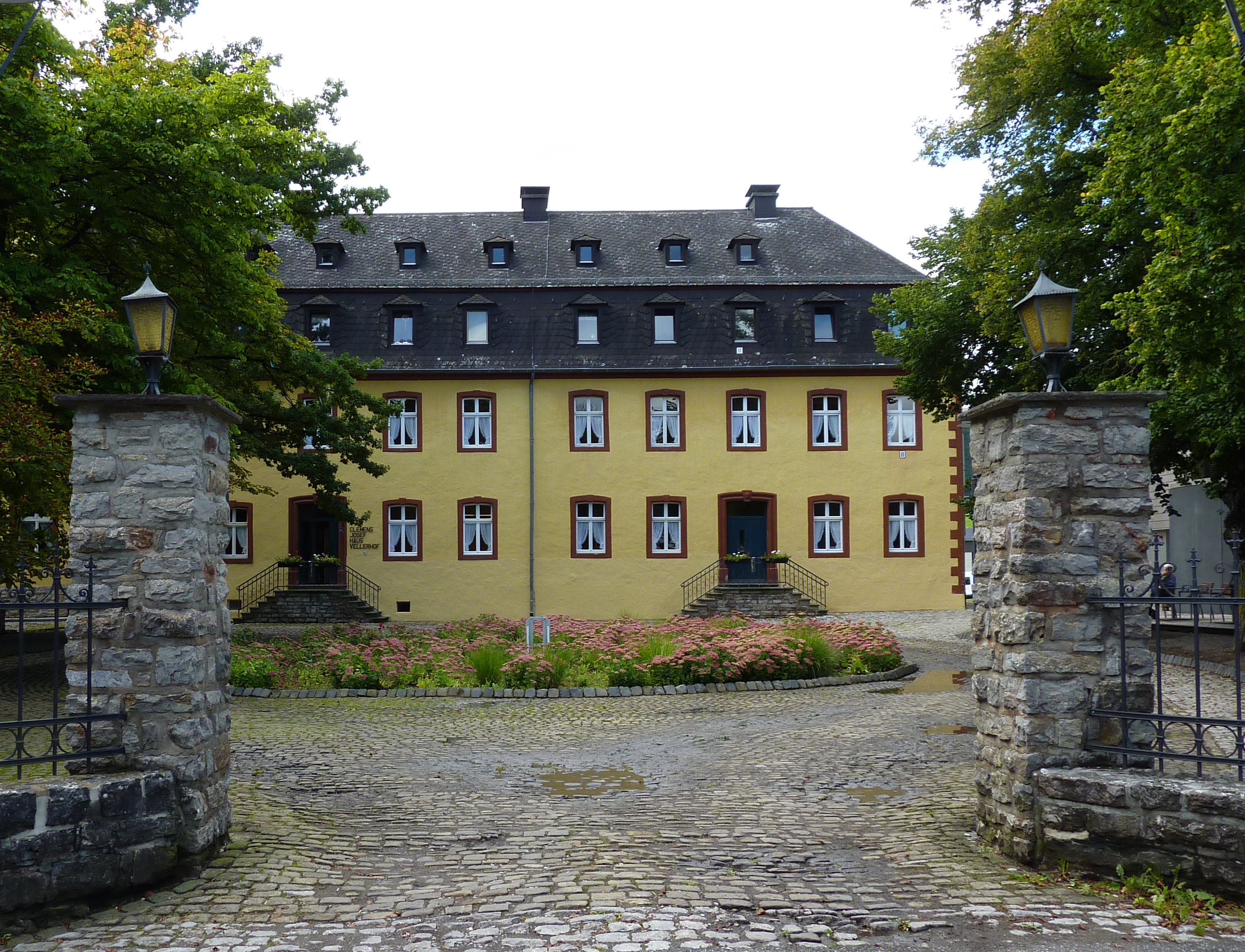
Vellerhof, Hauptgebäude

Unweit des Hofes wurden zwei römische Steinsärge gefunden, die darauf schließen lassen, dass der Bereich früh besiedelt war. Der Vellerhof kam 1457 in den Besitz der Grafen von Blankenheim.

## Verkehr
Die VRS-Buslinie 833 der RVK verbindet den Ort mit Blankenheim, Ripsdorf und Waldorf, überwiegend als TaxiBusPlus im Bedarfsverkehr.
| Linie | Verlauf |
| ----- | --- |
| 833   | MiKE (außer im Schülerverkehr): (Finkenhof –) Blankenheim Busbf – Blankenheim Rathaus – Hüngersdorf / Nonnenbach – Ripsdorf – Dollendorf / (Alendorf – Waldorf) |